# Crimă de război
Crima de război este fapta de încălcare a legilor războiului din timpul unui conflict armat, care cade sub incidența dreptului internațional. Încălcarea legilor războiului poate fi făcută de o persoană sau un grup, de militari sau civili. Orice violare a legilor războiului în conflictele militare dintre state sunt considerate crime de război, pe când violările legilor războiului în cadrul conflictelor interne cad sub incidența deptului național. 
Legile războiului sau tradiții care să reglementeze conflictele au existat de multe secole, iar încălcarea acestor legi a fost pedepsită diferit de-a lungul istoriei. La cumpăna dintre secolele al XIX-lea și al XX-lea, comunitatea internațională a simțit nevoie să sistematizeze numeroasele tradiții, legi și reguli încă nescrise în Convențiile de la Haga. Conceptul modern de crimă de război a fost dezvoltat în timpul Proceselor de la Nürnberg, având ca bază definițiile din Carta de la Londra cu privire la Tribunalul militar internațional publicată la 8 august 1945. Pe lângă crimele de război, Carta definea și crimele împotriva păcii și crimele împotriva umanității. 
Articolul 22 al Convenției de la Haga din 18 octombrie 1907 stabilea că „Dreptul beligeranților de a adopta măsuri de rănire a inamicului nu este nelimitat”.
Crima de război denotă încălcări deosebit de grave ale dreptului internațional umanitar în timpul desfășurării acțiunilor militare, manifestată prin:
- uciderea, torturarea prizonierilor de război, precum și organizarea sclaviei asupra prizonierilor de război și civililor  capturați în zonele de luptă
- capturarea și uciderea ostaticilor
- distrugerea nejustificată a infrastructurii civile
- distrugerea locuințelor și așezărilor fără necesitate de implicare armată

## Definiție
Termenul crimă de război este definit în partea a doua a articolului 8 din Statutul de la Roma al Curții Penale Internaționale, potrivit căruia acesta se referă la:
a) încălcări grave ale Convenția de la Geneva din 12 august 1949, și anume, oricare dintre următoarele acte împotriva persoanelor sau bunurilor protejate în conformitate cu prevederile Convenției:
1. crimă premeditată;
2. tortura sau tratamentul inuman, inclusiv experimentele biologice;
3. cauzarea în mod intenționat suferințe mari sau vătămări corporale grave sau daune asupra sănătății;
4. distrugerea ilegală, lipsită de sens și pe scară largă a patrimoniului, care nu necesită implicare militară;
5. obligarea unui prizonier de război sau a unei alte persoane să servească în forțele armate ale unei puteri ostile;
6. să priveze în mod intenționat un prizonier de război sau altă persoană de dreptul la un proces echitabil;
7. deportarea ilegală, transferul sau privarea ilegală de libertate;
8. luarea de ostatici;

b) alte încălcări grave ale legilor aplicate în conflictele armate internaționale în cadrul stabilit al dreptului internațional, și anume oricare dintre următoarele acte:
1. atacuri planificate asupra civililor care nu sunt direct implicați în acțiuni militare;
2. atacuri planificate asupra obiectelor civile, obiecte care nu sunt ținte militare;
3. atacuri planificate asupra personalului, a instalațiilor, a materialelor, a unităților sau a vehiculelor implicate în furnizarea de misiuni de asistență umanitară sau de menținere a păcii, în conformitate cu Carta Organizației Națiunilor Unite, atâta timp cât acestea au dreptul la protecția civililor sau a obiectelor civile privind dreptul internațional al conflictelor armate;
4. săvârșirea  unui atac, atunci când se știe că un astfel de atac va provoca moartea sau rănirea civililor sau daunele aduse obiectelor civile vor fi pagube grave asupra mediului natural, ceea ce este în mod evident incomensurabil cu superioritatea militară generală;
5. atacul asupra țintelor neprotejate și ne-militare ale unui oraș, al unui sat, al unei locuințe sau al unei clădiri sau al bombardării prin orice mijloace.